# 東北条郡
- 令制国一覧 > 山陽道 > 美作国 > 東北条郡
- 日本 > 中国地方 > 岡山県 > 東北条郡

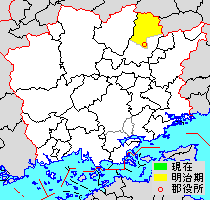
岡山県東北条郡の位置

東北条郡（とうほくじょうぐん）は、1900年まで岡山県（美作国）にあった郡。

## 郡域
1878年（明治11年）に行政区画として発足した当時の郡域は、津山市の一部（加茂川、津川川より北西のうち草加部、下高倉東、下高倉西、大篠、下横野、上横野以北）にあたる。

## 歴史
中世に苫東郡が東南条郡・東北条郡に分割されて発足。寛文元年（1661年）から元禄11年（1698年）までは苫北郡を称した。

### 近世以降の沿革
- 「旧高旧領取調帳」に記載されている明治初年時点での支配は以下の通り。（41村）

| 知行   | 知行       | 村数 | 村名 |
| ------ | ---------- | ---- | --- |
| 幕府領 | 倉敷代官所 | 8村  | 塔中村、物見村、倉見村、知和村、河井村、宇野村、西黒木村、阿波村 |
| 幕府領 | 津山藩預地 | 7村  | 東黒木村、斎野谷村、小淵村、青柳村、戸賀村、山下村、室尾分 |
| 藩領   | 美作津山藩 | 26村 | 綾部村、吉見村、八代村、成安村、下原村、下津川村、公郷村下分、公郷村上分、公郷村中分、桑原村、中原村、楢井村、青山村、行重村、原口村、百々村、小中原村、大篠村東分、大篠村西分、奥谷村、上高倉村、下高倉村西分、下高倉村東分、草加部付、下横野村、上横野村 |

- 慶応4年5月16日（1868年7月5日） - 幕府領が倉敷県の管轄となる。
- 明治4年
  - 7月14日（1871年8月29日） - 廃藩置県により、藩領が津山県の管轄となる。
  - 11月15日（1871年12月26日） - 第1次府県統合により、全域が北条県の管轄となる。
- 明治5年（1872年） - 以下の村の統合が行われる。（31村）
  - 黒木村 ← 西黒木村、東黒木村
  - 公郷村 ← 公郷村下分、公郷村上分、公郷村中分
  - 大篠村 ← 大篠村東分、大篠村西分
  - 下高倉村 ← 下高倉村西分、下高倉村東分
  - 室尾分が青柳村に、八代村が吉見村に、下原村が成安村に、青山村が楢井村に、奥谷村が上横野村にそれぞれ合併。
- 明治9年（1876年）4月18日 - 第2次府県統合により岡山県の管轄となる。
- 明治11年（1878年）9月29日 - 郡区町村編制法の岡山県での施行により、行政区画としての東北条郡が発足。郡役所が綾部村に設置。
- 明治19年（1886年） - 下高倉村が分割し、下高倉東村・下高倉西村となる。（32村）
- 明治22年（1889年）6月1日 - 町村制の施行により、以下の各村が発足。全域が現・津山市。（8村）
  - 神庭村 ← 綾部村、吉見村、草加部村
  - 高倉村 ← 下高倉東村、下高倉西村、上高倉村
  - 高田村 ← 下横野村、大篠村、上横野村
  - 加茂村 ← 小中原村、斎野谷村、塔中村、宇野村、原口村、戸賀村、黒木村、倉見村
  - 西加茂村 ← 中原村、百々村、楢井村、行重村、成安村
  - 東加茂村 ← 公郷村、下津川村、桑原村、小淵村
  - 上加茂村 ← 知和村、青柳村、山下村、河井村、物見村
  - 阿波村（単独村制）
- 明治27年（1894年）4月1日 - 「西西条郡外三郡役所」が東南条郡津山町山下に設置され、同郡のほか西西条郡・西北条郡とともに管轄。
- 明治33年（1900年）4月1日 - 郡制の施行により、「西西条郡外三郡役所」の管轄区域をもって苫田郡が発足。同日東北条郡廃止。

## 行政
歴代郡長
| 代 | 氏名 | 就任年月日                | 退任年月日                | 備考 |
| -- | ---- | ------------------------- | ------------------------- | ---- |
| 1  |      | 明治11年（1878年）9月29日 |                           |      |
|    |      |                           | 明治27年（1894年）3月31日 | 廃官 |

西西条郡外三郡長
| 代 | 氏名 | 就任年月日               | 退任年月日                | 備考                                                   |
| -- | ---- | ------------------------ | ------------------------- | ------------------------------------------------------ |
| 1  |      | 明治27年（1894年）4月1日 |                           |                                                        |
|    |      |                          | 明治33年（1900年）3月31日 | 東南条郡・西西条郡・西北条郡との合併により東北条郡廃止 |